# Komorów (Rawa)
Pour les articles homonymes, voir Komorów.
Komorów est une localité polonaise de la gmina de Cielądz, située dans le powiat de Rawa Mazowiecka en voïvodie de Łódź.